# Морбеньо
Морбе́ньо (итал. Morbegno) — коммуна в Италии, в провинции Сондрио области Ломбардия.
Население составляет 11 879 человек (2008 г.), плотность населения составляет 792 чел./км². Занимает площадь 15 км². Почтовый индекс — 23017. Телефонный код — 0342.
Покровителями коммуны почитаются святые апостолы Пётр и Павел, празднование 29 июня.

## Города-побратимы
- Лланберис, Уэльс, Великобритания[1]